# Stellifer
Stellifer – rodzaj ryb z rodziny kulbinowatych (Sciaenidae).

## Klasyfikacja
Gatunki zaliczane do tego rodzaju:
| - Stellifer brasiliensis - Stellifer chaoi - Stellifer chrysoleuca - Stellifer colonensis - Stellifer ephelis - Stellifer ericymba - Stellifer fuerthii - Stellifer griseus - Stellifer illecebrosus - Stellifer lanceolatus - Stellifer magoi - Stellifer mancorensis | - Stellifer melanocheir - Stellifer microps - Stellifer minor - Stellifer naso - Stellifer oscitans - Stellifer pizarroensis - Stellifer rastrifer - Stellifer stellifer - Stellifer venezuelae - Stellifer walkeri - Stellifer wintersteenorum - Stellifer zestocarus |